# Ceffyl dŵr
Ceffyl dŵr je vodní kůň z velšského folklóru, blízce podobný skotské kelpii.
Vodní kůň je znám z mnoha mytologií. Ve Walesu jej nazývají Ceffyl dŵr. V knize Folk-lore and Folk-tales of Wales (Velšské báje a pověsti) od Marie Trevelyanové se píše, že Ceffyl dŵr může měnit podobu, a dokonce i létat, ačkoli to se v různých částech Walesu liší.

Tohoto bájného vodního koně lze spatřit u tůní a vodopádů, občas se pase i na březích řek. Občas se nechá chytit a osedlat, ale obvykle pak svého jezdce shodí.